# NGC 3511
NGC 3511 ist eine Balkenspiralgalaxie vom Hubble-Typ SBc und liegt im Sternbild Becher südlich des Himmelsäquators. Sie ist schätzungsweise 41 Millionen Lichtjahre von der Milchstraße entfernt.
Das Objekt wurde am 21. Dezember 1786 von Wilhelm Herschel entdeckt.

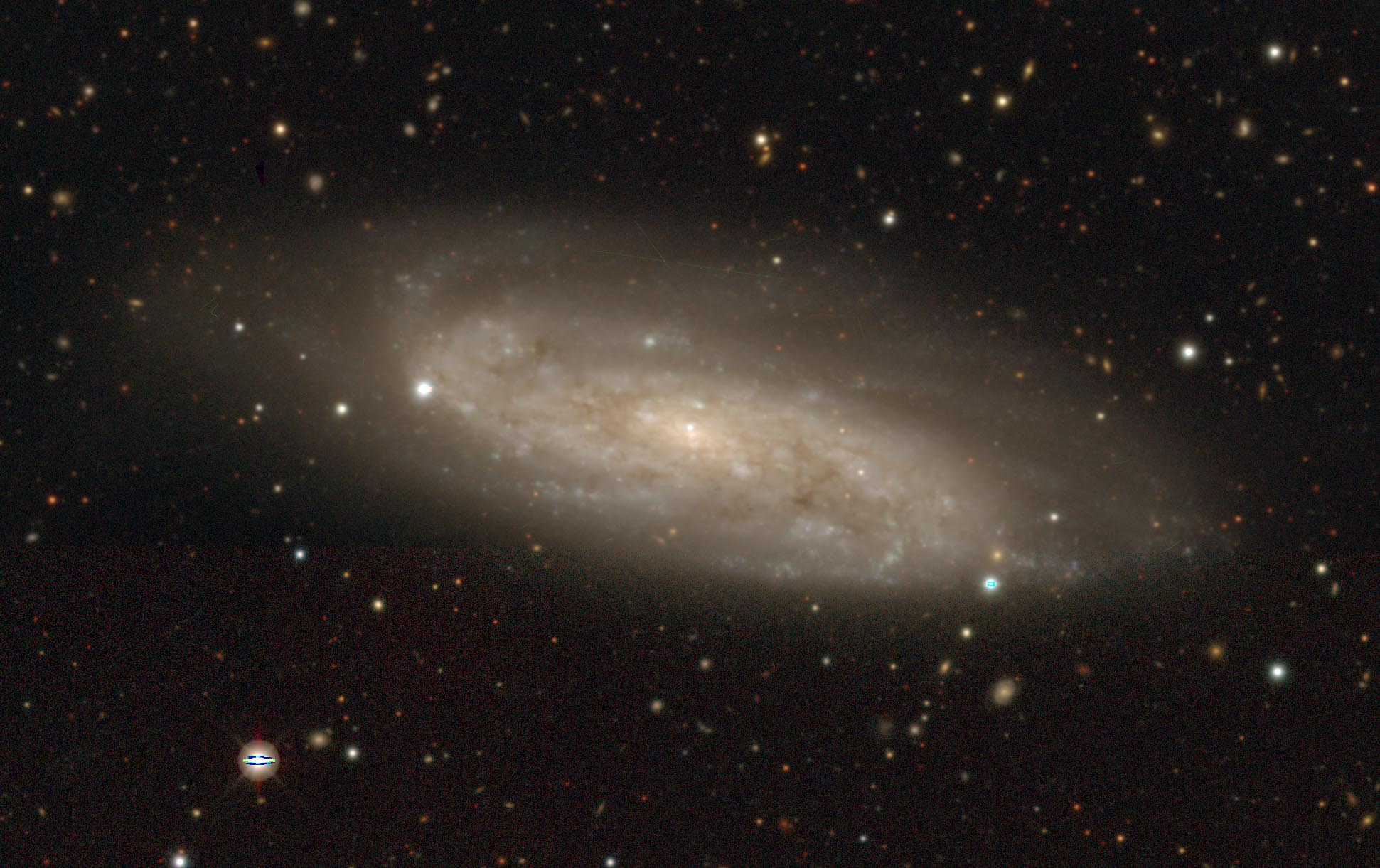
DESI Legacy Imaging Surveys
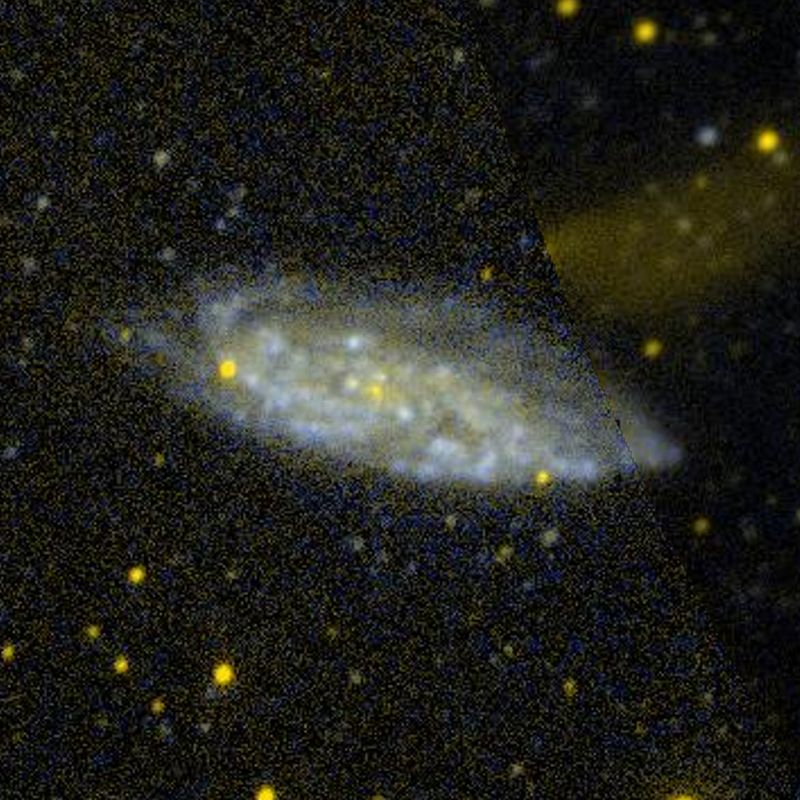
Ultraviolettstrahlung aufgenommen mittels GALEX